# Литва и вторжение России на Украину
24 февраля 2022 года власти Литвы ввели в стране чрезвычайное положение из-за российского вторжения на Украину. Президент Литвы Гитанас Науседа заявил, что осуждает агрессию Российской Федерации против Украины, а также заявил, что после того, как Россия начала войну против Украины, НАТО должна четко заявить, что Россия представляет собой серьёзную угрозу евроатлантической безопасности.

## Предыстория
За день до вторжения, 23 февраля, в Киеве прошла встреча президентов Литвы, Польши и Украины. Президент Литвы, Гитанас Науседа, выразил поддержку Украине с Литовской стороны, заявив, что Украина не останется с угрозой один на один.

## После российского вторжения на Украину (2022)
После российского вторжения на Украину, 24 февраля 2022 года, в Литве было объявлено чрезвычайное положение. В тот же день Науседа записал обращение к гражданам РФ:
Я обращаюсь ко всему народу России.
Ваши лидеры в одностороннем порядке решили напасть на соседнюю страну. На страну, имеющую тесные исторические и культурные связи с Россией. На людей, которых вы называете своими братьями и сестрами.
Эта война никому не нужна. Ни русским, ни украинцам, ни всему остальному миру.
Ещё не поздно остановить это преступление. Ещё не поздно предотвратить гибель тысяч ни в чём не повинных людей. Вы всё ещё можете избежать бессмысленных жертв по обе стороны фронта.
В хорошо известной всем нам песне говорится, что солдаты погибли в ту войну, чтобы люди всей земли спокойно ночью спать могли. Но сейчас ваша страна начинает новую войну, последствия которой никому не известны.
Хотят ли русские войны? Я хочу верить, что нет.

Не молчите! Не закрывайте глаза на несправедливость! Будьте смелыми и решительными!
24 февраля министр обороны Арвидас Анушаускас сообщил, что по примеру других стран НАТО Литва эвакуировала с территории Украины 40 своих военных инструкторов, занимавшихся обучением украинских военных применению переносных зенитных ракетных комплексов Stinger из партии, переданной Украине 13 февраля. 25 февраля во многих крупных городах Литвы прошли митинги в поддержку Украины под общим названием «Сияет свобода». Люди прошлись по главным улицам Вильнюса, собирались возле Сейма и в сквере им. Бориса Немцова у российского посольства.

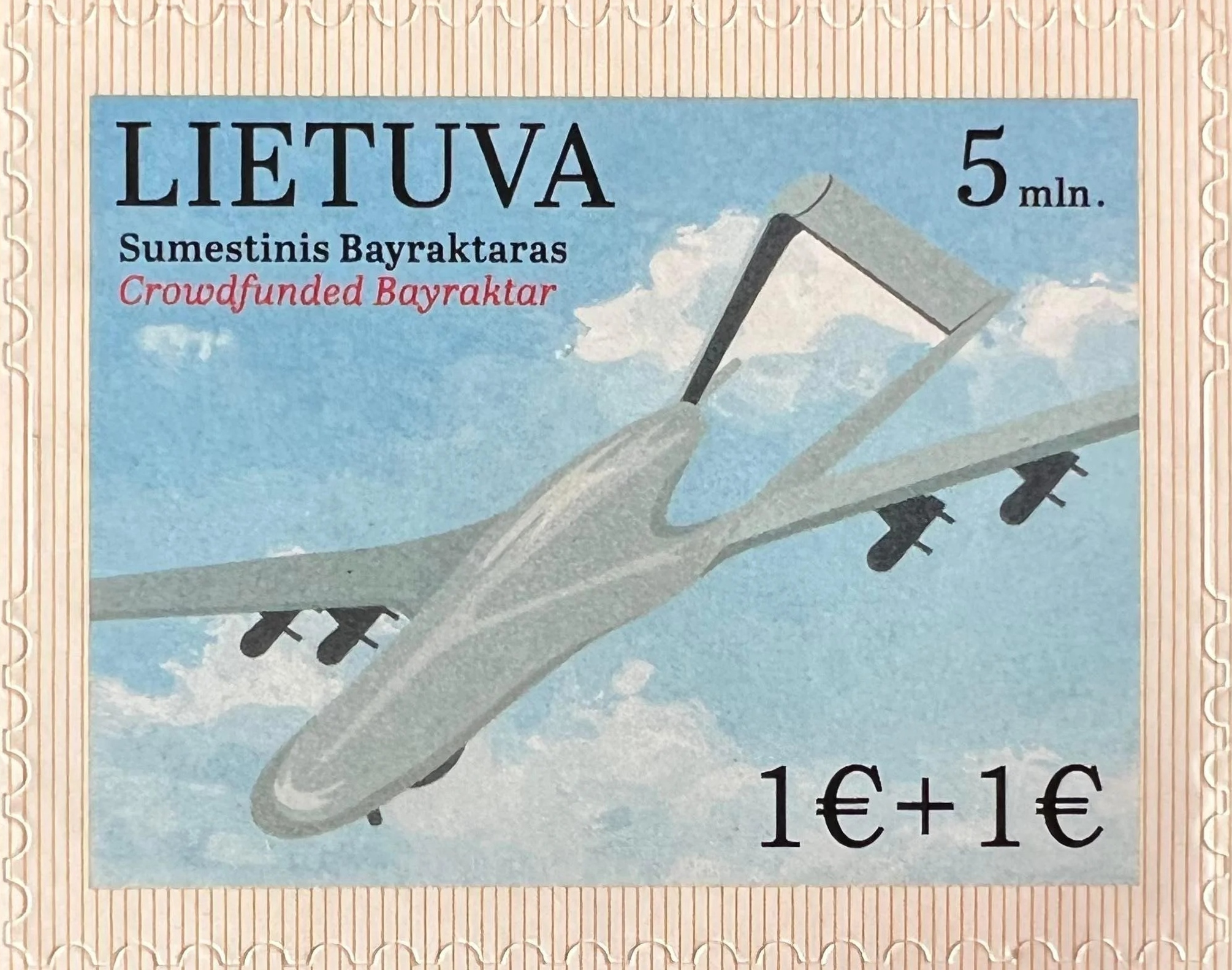
Почтовая марка Литвы, посвященная окончанию сбора денег через краудфандинг на Bayraktar TB2

Ряд литовских сетевых изданий (LRT.lt, Delfi.lt, 15min.lt и Lrytas.lt, tv3.lt, Madeinvilnius.lt. VE.lt, Kaunas.kasvyksta.lt, Etaplius.lt) выразили солидарность с украинскими журналистами и редакциями, работающими на фронте, и сообщают им о готовности помочь. В тот же день на территории Литвы была запрещена ретрансляция российских государственных телеканалов «РТР Планета», «Россия 24», «НТВ Мир» и белорусского «Беларусь 24» (на пять лет), «РБК» и «TVCI» (на три года). Солидарность выразила и клайпедская радиостанция «Радуга», прекратив вещание любой продукции России.
4 апреля 2022 года Литва приняла решение о понижении дипломатических отношений с Россией «в ответ на военную агрессию России против суверенной Украины и зверства, совершенные российскими вооруженными силами в различных оккупированных украинских городах, в том числе чудовищную бойню в Буче». Литва высылает российского посла, отзывает своего посла и закрывает консульство России в Клайпеде.
10 мая Сейм Литвы, отметив, что российские военные «сознательно и систематически выбирают гражданские объекты для бомбардировок», признал Россию «государством, поддерживающим и осуществляющим терроризм», а её военные действия против Украины — геноцидом украинского народа.
В ноябре 2023 один министр иностранных дел Литвы Габриэлюс Ландсбергис заявил, что Украина будет вынуждена пойти на мирное соглашений Россией поскольку её союзники не могут обеспечить ее необходимым оружием и боеприпасами. КНДР помогает России больше, чем ЕС — Украине и это выглядит комично, — заявил он.

### Предложение об отмене признания независимости Литовской Республики
8 июня депутат Госдумы от «Единой России» Евгений Фёдоров предложил отменить постановление Госсовета СССР «О признании независимости Литовской Республики» от 6 сентября 1991 года. Соответствующий законопроект он внес на рассмотрение в Государственную думу РФ. Фёдоров обосновывает подобное предложение тем, что закон СССР «О порядке решения вопросов, связанных с выходом союзной республики из СССР» был нарушен, так как в Литовской Республике не проводился референдум о выходе из состава Союза ССР, а также не был установлен переходный период для рассмотрения всех спорных вопросов. Депутат заявил, что постановление Государственного Совета СССР является незаконным, так как было принято неконституционным органом и с нарушением требований ряда статей Конституции СССР. Инициатива Евгения Фёдорова не нашла поддержки в Госдуме РФ.

### Ограничение транзитного сообщения с Калининградской областью
18 июня 2022 года Литва ввела запрет транзитных грузоперевозок между российской Калининградской областью и остальной территорией России через территорию Литвы, распространяющийся на товары, находящиеся под действием санкций Европейского Союза, наложенных на Россию за её вторжение на Украину. Ограничения вступили в силу 18 июня 2022 года и привели к запрету транзита через литовскую территорию угля, металлов, цемента, древесины, строительных материалов и высокотехнологичных изделий железнодорожным транспортом.
21 июня ограничения были распространены на грузовой автотранспорт. Ряд медиа назвал принятые Литвой меры «блокадой Калининграда», вызвав ответное заявление премьер-министра Литвы Ингриды Шимоните, подчеркнувшей, что о блокаде речь не идёт и ограничения наложены только на перемещение подпадающих под санкции Евросоюза товаров. По словам губернатора Калининградской области Антона Алиханова, под запретом оказалось 40—50 % всех грузов.
В ответ на ограничения Россия начала открыто угрожать Литве и даже предъявлять ультиматумы. Глава литовского МИД Габриэлюс Ландсбергис заявил, что запрет на транзит продукции из стали и черных металлов между основной территорией Россией и Калининградской областью РФ через Литву — это не решение Литвы, а санкции Евросоюза в отношении России.
13 июля представители ЕС заявили, что России разрешен транзит подпадающих под санкции товаров через страны Европейского союза по железной дороге. Это означает, что Россия может осуществлять транзит подсанкционных товаров в Калининград через Литву и Польшу. Депутат Европарламента Андрюс Кубилюс называет такой шаг крайне опасным — Кремль, чувствуя, что может оказать давление на ЕК, вряд ли остановится и может только потребовать ещё больших уступок. Премьер-министр Литвы Игрида Шимоните заявила, что Литовская сторона с данным решением не согласна, однако противопоставить Европейской Комиссии что-либо не может.